# OORONG RECORDS
OORONG RECORDS（ウーロン レコーズ）は、かつて存在したエイベックスのレコードレーベルである。

## 概要
2007年5月、アーティストマネジメント事務所として運営を続けてきた烏龍舎の自社レーベルとして設立。同年8月にレーベル第1弾アーティストとなるPhilHarmoUniQueがデビューした。
設立時はエイベックスを販売元としたインディーズレーベルとして運営されてきたが、2008年11月6日にエイベックス・エンタテインメントと共にアーティストマネジメント、音楽・映像制作、プロモーションおよび新人開発等を主な業務とするLLP「ORS有限責任事業組合」の共同設立契約を締結したことを発表し、2009年1月7日にレミオロメンのシングル「夢の蕾」の発売以降エイベックス傘下のレーベルのひとつとして運営されることになった。
2015年に所属していたMy Little Loverがトイズファクトリーに移籍（古巣へ復帰）し、アーティスト不在のためレーベルの運営が終了した。

## かつて所属していたアーティスト
- PhilHarmoUniQue（2010年6月活動休止）
- LEGO BIG MORL（A-Sketchへ移籍）
- レミオロメン（SPEEDSTAR RECORDSへ復帰）
- 藤巻亮太（2012年2月29日に「光をあつめて」でソロデビュー、SPEEDSTAR RECORDSへ移籍）
- My Little Lover（2015年にトイズファクトリーへ復帰）